# Хиварские языки

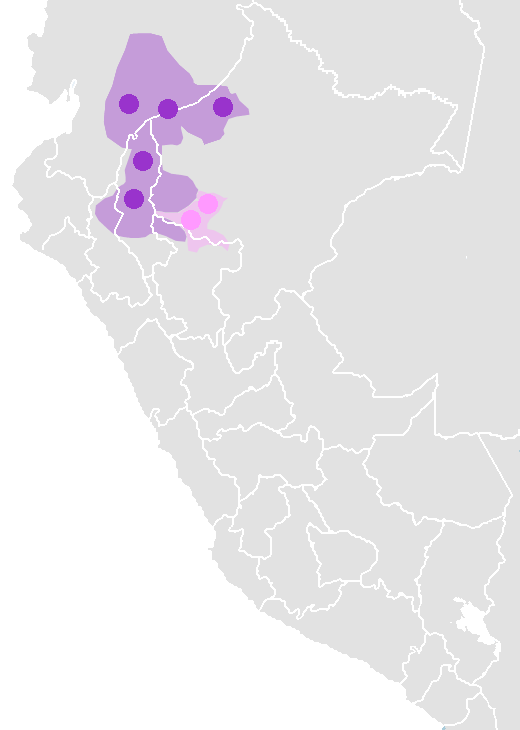
Хиварские (фиолетовый) и кауапанские (розовый) языки. Кружки — документированные локации, площади — приблизительное возможное распространение в XVI в.

Хивар(оан)ские языки, или языки хиваро (хибаро), — небольшая языковая семья, распространённая на севере Перу и востоке Эквадора.

## Состав
Семья состоит из 4 языков:
1. Шуар (также: Chiwaro, «Jibaro», Jivaro, Shuar, Shuara, Xivaro).
2. Ачуар-шивиар (также: Achual, Achuale, Achuar, Achuar-Shiwiar, Achuara, Jivaro, Maina, Mayna).
3. Уамбиса (также: Jivaro, Hívaro, Hívaro proper, Maina, Shuar, Achuar-Shiwiar, Huambisa).
4. Агуаруна (также: Awajún, Awahũn, Awaruna).
Некоторые лингвисты считают, что существует только один язык хиваро, на котором говорит народность шуары (хиваро), разделённый на диалекты, наиболее обособленным из которых является агуаруна.
Область распространения хиваро: Лорето (Перу) и Ориенте (Эквадор). Имеет 3 региональных диалекта: шуар (или шуара), ачуар-шивиар (или ачуара, ачуаль) и уамбиса (вамбиса). Гордон (Gordon, 2005) рассматривает эти диалекты как отдельные языки.
Агуаруна распространён в 4 регионах Перу: Амасонас, Кахамарка, Лорето и Сан-Мартин.

## Генетические связи
Честмир Лоукотка относил язык палта к хиварским. Данный язык был настолько плохо документирован, что его классификация представляется невозможной. Терренс Кауфман (Kaufman, 1994), напротив, считает, что сходства между палта и хиварскими языками мало.
Неклассифицированный язык кандоши нередко помещается в состав хиварских языков, однако по другим гипотезам, он относится к сапарским или аравакским.
Согласно другим авторам (например, Хорхе Суаресу), хиварские языки объединяются с кахуапанскими в хиваро-кахуапанскую макросемью. Данная гипотеза несовместима с классификацией Гринберга.
Согласно ещё более широкой гипотезе, хиварские языки включаются в андскую макросемью, включающую хиваро-кахуапанские, ураринские языки и исчезнувший язык пуэльче. Гипотеза Гринберга об андских языках предполагает ещё более широкий объём данной макросемьи.
Моррис Сводеш включал хиварские языки в макро-хиварскую макросемью, в которую он также помещал хиваро-кахуапанские, ураринские, пуэльче и хуарпе.